# Isoodon macrourus
Isoodon macrourus, conhecido como bandicoot-marrom-do-norte(a), é uma espécie de marsupial da família Peramelidae.
Encontrada na Austrália e Papua-Nova Guiné.